# 川口市営球場
川口市営球場（かわぐちしえいきゅうじょう）は、埼玉県川口市西青木の青木町公園内にある球場。

## 概要
主に草野球・高校野球で使用され、高校野球では夏の埼玉大会や秋季・春季大会の地区予選などを行う。2014年から女子プロ野球が定期的に開催される。首都大学野球の使用実績もあり、2016年春には東都大学野球2部リーグ戦で使用された。

## 施設概要
- グラウンド：全面人工芝
- スコアボード：磁気反転式。
- 照明灯：6基、
- 観客席：内野席はネット裏一人掛。1・3塁側は長イス。
- ブルペン：グラウンド離別式

## 交通
- 徒歩の場合…JR西川口駅東口から北東方向に1km弱、徒歩約10分青木町公園の中にある。
- バスの場合…JR西川口駅東口から国際興業バス西川06 07 07-2 11に乗車。野球場前バス停下車すぐ。